# Conrad Hoff
Conrad Hoff (* 19. November 1816 in Schwerin; † 18. Februar 1883 in München) war ein deutscher Maler.

## Leben
In Hoffs frühen Werken dominierte die Genremalerei, wechselte aber später zur Theatermalerei. Er begann an der Kunstakademie in Dresden sich als Maler ausbilden zu lassen. Ohne Stipendium oder andere Zuwendungen musste er die Akademie bereits nach kurzer Zeit wieder verlassen.
Um seinen Lebensunterhalt zu verdienen, arbeitete Hoff teilweise als Illustrator für Buchverlage und verdingte sich für verschiedene Auftragsarbeiten u. a. in Breslau, Krakau, Warschau und Wien. Von dort aus unternahm er eine Studienreise nach Venedig, wo er eine Vielzahl an Skizzen schuf, welche später die Basis seiner Gemälde bildeten.
Nach seiner Rückkehr nach Deutschland ließ er sich in München als freischaffender Maler nieder. Seinen ausgezeichneten Ruf beim Publikum wie auch bei der offiziellen Kunstkritik erreichte er hauptsächlich durch seine Architekturstücke, deren Motive er mit Vorliebe in den Rokokobauwerken und im Volksleben italienischer Städte fand. Dabei legte Hoff großen Wert auf die Ausarbeitung der exakten Perspektive.
Ein Vierteljahr nach seinem 66. Geburtstag starb Conrad Hoff am 18. Februar 1883 in München.

## Werke (Auswahl)
- Rokokozimmer (1860)
- Renaissancegemach, mit einer schreibenden Dame staffiert(1860)
- Sakristei (1861)
- Treppenhaus im Schloss zu Schleißheim (1862)
- Zimmer eines Kardinals (1862)
- Partie aus San Zeno in Verona (1864)
- San Miracoli in Venedig bei Mondlicht (1864)
- In der Basilika auf der Insel Torcello bei Venedig (1865)
- Scuola San Rocco in Venedig (1867)
- Santa Maria della Salute in Venedig (1867)
- Schlafgemach im Schloss zu Schleißheim (1867)
- Inneres der Münchener Frauenkirche (1860)
- Abenfrieden